# New Hampshire zászlaja
A Nap a Raleigh nevű fregatt mögött kel fel (az amerikai flotta első tizenhárom hajójának egyike). Portsmouthban építették 1776-ban, abban az évben, amikor New Hampshire kivívta függetlenségét. A kilenc csillag arra utal, hogy New Hampshire volt a 9. állam, amely része lett az Uniónak.